# 羊續
羊續（142年—189年），字興祖，泰山郡東平陽縣（今山東省新泰市）人，東漢地方官員，清官，有「懸魚太守」之稱。西晉初年名將羊祜之祖父。生平記載於《後漢書·郭杜孔張廉王蘇羊賈陸列傳》。

## 生平
羊續的先祖七代均於漢室擔任職秩二千石的校佐級官員。祖父羊侵於漢安帝時任司隸校尉，父親羊儒則於漢桓帝時擔任太常。羊續以「忠臣子孫」的身分授任為郎中，後來受大將軍竇武府所辟。竇武失勢後，羊續亦被視為一黨，因此被朝廷禁錮了十餘年，而羊續亦接受安排，幽居守靜。後來黨禁解除，羊續可以再次為官，受辟於太尉府，再遷任為廬江太守。
其時揚州有黃巾賊攻打舒縣，焚燒當地城郭。羊續於是下令徵召縣中二十歲以上的男子，都要手持兵器臨陣抗敵，而弱小的男性，亦要負責往來搬運水源滅火救災。當時羊續成功集合縣中數萬人，與黃巾賊人對抗，成功大破賊軍，令郡界以內的境地得到短暫的和平。後來，安風賊戴風等作亂，羊續又帶領軍民將其擊破，斬首三千餘級，生獲賊首渠帥，至於跟隨戴風作亂的其餘黨眾，原本只是平民，於是羊續又賞與農具，命令他們從事農業工作。
中平三年（186年），江夏軍人趙慈反叛，殺害南陽太守秦頡，攻陷六縣。朝廷拜羊續為南陽太守，接管南陽事務。羊續入南陽郡界時，暗下微服私訪，只安排一名童子隨侍，在縣城裡到處觀歷，探問當地的風俗人情，完成觀察後，他才正式以新任太守的身份到任。上任之初，羊續已盡知郡中縣令何人貪瀆、何人正直，也能分辨士民中的良士賢人、奸猾之徒。郡內官民見羊續竟如此了解南陽郡上下諸事，無不被其震懾。羊續安頓縣情後，便發兵與荊州刺史王敏共同攻擊趙慈，成功破賊，並斬殺趙慈，獲首五千餘級，六縣附近的其他賊人亦陸續請降，羊續向朝廷申報，並請求朝廷寬恕跟從趙慈起事的從賊。平定趙慈後，羊續亦表現出優秀的治才，將南陽郡管理得井井有條，軍民無不喜悅。
中平六年（189年），漢靈帝打算提拔羊續為太尉。不過，那是一個賣官鬻爵的年代，當時官拜三公的人，都要向東園進獻數千萬錢為向朝廷道謝之禮，朝廷更派名為「左騶」的中使負責監督這些進獻手續；左騶所到之處，官員都會向他們恭迎送禮，表示敬意，大加賄賂。左騶到達羊續官邸，羊續讓他坐在單薄的席子上，並向左騶出示自己的縕袍（當時一種貧窮的人所穿的粗布麻衣），表示自己沒有多餘財帛。左騶見狀，沒有宣詔直接返回，便將此言直接告知靈帝，靈帝甚為不悅，因此打消讓羊續當三公的念頭。
及後羊續被徵為太常，靈帝特許不必獻錢即可上任，可是尚未赴任就得病而卒，享年48歲。

## 為官清廉
- 羊續很討厭土豪權貴追求奢華生活的行徑，他自己則保持節衣省食的生活，出入的車駕都很破舊，馬匹亦很瘦弱。一次，其屬下南陽府丞以生魚作禮，獻予羊續，希望能討好羊續，羊續把生魚懸掛在住所的前庭處，讓魚風乾；其後府丞再次向羊續進獻生魚，羊續便出示之前那條風乾了的生魚，表示以後不會再收受他作為禮物所奉獻的魚，明確拒絕收受賄賂。這行徑成為了古代官員廉潔的榜樣，因此後世有「前庭懸魚」、「羊續懸魚」、「掛府丞魚」的成語傳世。

- 《太平御覽》引范泰《古今善言》提及漢靈帝曾想用羊續為三司，宦官們希望羊續賄賂他們，但被羊續用「黃紙補袍」拒絕。[3]

- 羊續就任南陽太守時，並未有帶妻子同行。後來羊續的妻子與兒子羊秘前來找尋羊續，羊續卻緊閉著門不讓妻子進入，只帶著兒子羊秘進府，向其顯示自己的資產－－幾張薄衣破被、不足數斛的鹽麥。羊續便向兒子說：「我也只是過著這樣的生活，怎樣供養你的母親呢？」便叫兒子與母親返回故鄉。

- 羊續臨死之時遺言必須進行薄殮，亦不接受別人的贈送施予。根據當時法則，二千石品秩的官員都會得到朝廷百萬錢的資助以處理喪事，府丞焦儉遵照羊續遺願，不接受朝廷的賻儀。朝廷欣賞羊續的清廉，於是下詔褒揚，並敕令泰山太守賜錢予羊續家人，讓他們處理羊續基本的喪儀。

- 明代名臣于謙有詩提到：「喜剩門前無賀客，絕勝廚傳有懸魚。清風一枕南窗臥，閒閱床頭幾卷書。」當中「懸魚」一語說的就是羊續的典故。

## 家庭

### 夫人
- 濟北星氏，星重之女[4]，一说为济北蛇邱氏，济北太守蛇邱重之女[5]

### 子辈
- 羊秘，羊續長子，曹魏京兆太守
  - 羊祉，羊秘長子，魏郡太守
  - 羊繇，羊秘少子，西晉車騎掾
    - 羊秉，羊繇長子，西晉撫軍參軍
    - 羊洽，羊繇第二子
    - 羊式，羊繇第三子
    - 羊亮，羊繇第四子，西晉大鴻臚
    - 羊忱，羊繇第五子，西晉侍中
- 羊衜，羊續中子，曹魏上黨太守
  - 羊發，羊衜和孔氏之子，都督淮北護軍
  - 羊承，羊衜和蔡氏長子，早夭
  - 羊徽瑜，羊衜和蔡氏之女，司馬師繼室，追諡「景獻皇后」
  - 羊祜，羊衜和蔡氏少子，西晉太傅，名將
- 羊耽，羊續少子，曹魏太常
  - 羊瑾，羊耽長子，尚書右僕射，孫女羊獻容是晉惠帝、前趙皇帝劉曜的皇后
  - 羊琇，羊耽少子，中護軍
  - 羊氏，羊耽之女，淮南太守夏侯莊妻，外孫晉元帝

## 影視形象
- 1994年电视剧《东方小故事之羊续悬鱼》：计镇华饰羊续

## 備註
1. ↑  . 悅讀中文. 五南. 2017: 228  [2021-08-29]. ISBN 978-957-11-9369-4. （原始内容存档于2022-05-24） （中文）.
2. ↑  . 文史中國. 香港中和出版. 2015: 39  [2021-08-29]. ISBN 978-988-8284-72-6. （原始内容存档于2021-08-29） （中文）.
3. ↑  《太平御覽》引《古今善言》：「靈帝時，欲用羊續爲三司，而中官求其賂，續出黃紙補袍，以示使者。」
4. ↑  《广韵·青》：星，姓。《羊氏家传》曰：“南阳太守羊续，娶济北星重女。”
5. ↑  《元和姓纂·卷五·110》：河汉河内太守蛇邱惑，生重，济北太守，女适羊续。

## 延伸阅读
[在维基数据编辑]
 《後漢書·卷31》，出自范晔《後漢書》